# Tompox
A Tompox  magyar progresszív rock együttest 2008 októberében Pócs Tamás basszusgitáros alapította. A zenekar neve is rá utal. A Tompox zenéje és hangszerelése eleinte a Solaris által kialakított egyedi hangzás folytatása volt. Lemezeiken önálló szerzeményekkel jelennek meg, míg a koncerteken régebben részben tribute bandként is zenéltek.

## Története

### Előzmények
A Tompox története 2006-ban kezdődött, amikor egy Müpa-beli Solaris-koncert után többen úgy döntöttek, hogy nem akarnak tovább rendszeresen koncertezni, ezért 2007-ben Pócs Tamás többek közt Barcsik Vali billentyűssel, Gömör László dobossal és Káptalan András gitárossal megalapította a Solaris Fusion nevű zenekart. Ezt a nevet később megváltoztatták Nostradamusra. Ezzel a zenekarral készült is egy nagylemez Testament címmel. Ezután 2008-ban Pócs Tamás átalakította a zenekart, és új tagokkal Tompox néven kezdett koncertezni.

### A Tompox zenekar
A név úgy alakult ki, hogy Pócs Tamás külföldi tartózkodásainál tapasztalta, hogy angol nyelvterületen a legtöbben nem tudják kiejteni a „cs” betűt a Pócs névben, hanem „Pox”-nak ejtették. Így lett a zenekar neve Pócs Tamás nevéből Thomas Pox, azaz Tompox. A zenekart a legendás hírű Solaris együttes basszusgitárosa azért hívta életre, mert a rendszeres zenélést nemcsak a stúdióban, hanem a színpadon is folytatni akarta. 
Az együttes 2008-ban kezdett koncertezni Budapesten és vidéken. Stílusában eleinte a Solarishoz hasonló, de egyéni hangzásra törekedtek. Instrumentális és vokális dalok egyaránt helyet kapnak repertoárjukon. Hosszú, koncepcionális és rövid tételek váltják egymást a lemezeken és a koncerteken. Fellépéseiken saját új szerzeményeik mellett régebben Solaris és King Crimson szerzemények is felcsendültek. Énekesként közreműködött az évek során Gerdesits Ferenc, Vincze Beáta és Kiss (Okker) Zoltán is. Az instrumentális progresszív rock kompozíciókat fuvola, billentyűs hangszerek, gitár, basszusgitár, szaxofon, dob és egyéb ütőhangszerek segítségével szólaltatják meg.
Eleinte az Óbudai Harisnyagyárban koncerteztek rendszeresen (Tompox-klub), majd többek között a Pecsa Café, a Backstage Pub, a Városligeti Sörsátor és számos vidéki klub is vendégül látta őket, később a Legenda Sörfőzde Center lett állandó helyszínük.
2019-ig három albumuk jelent meg. 2011-ben a Magyar Eklektika, 2013-ban pedig A nap sötét oldala (The Dark Side of the Sun) című. Ezek a lemezek a Periferic Records gondozásában jelentek meg. A harmadik albumuk a zenekar saját kiadása. A 2019 áprilisában megjelent a Reinkarnáció (Reincarnation) lemezt a TMPX Media és a Periferic Records terjeszti.

## Tagok
- Balla Endre
- Elek István [5]
- Kovács Sára Dizna
- Mátyás Szabolcs [5]
- Pócs Tamás Tompox
- Szula Péter
- Török Andor

Gyakori vendégek a koncerteken
- Vincze Beáta
- Alapi István (Edda Művek)

Korábbi tagok
- Földesi Péter
- Tasi Ádám
- Gerdesits Ferenc [6]
- Berdár Gábor
- Rózsa Zoltán
- Kovács Attila
- Kiss Zoltán

## Diszkográfia
- Magyar Eklektika (2011)
- A Nap sötét oldala (2013)[3]
- Reinkarnáció (2019)[7]